# 南潤河
南潤河，是位於中國、寮國邊境的一條河流，為瀾滄江支流南臘河的支流。它發源於寮國琅南塔省北部山區，先向北後轉東北流，於勐莫附近流入中國雲南省勐臘縣境內，最終於勐捧鎮注入南臘河。